# Smarhon
Smarhon (en biélorusse : Смаргонь ; en lacinka : Smarhoń) ou Smorgon (en russe : Сморгонь ; en lituanien : Smurgainys ; en polonais : Smorgonie), est une ville de la voblast de Hrodna/oblast de Grodno, en Biélorussie, et le centre administratif du raïon de Smarhon. Sa population s'élevait à 37 386 habitants en 2017.

## Géographie
Smarhon est arrosée par la Néris, un affluent du Niémen. Elle est située à 120 km au nord-ouest de Hrodna/Grodno et à 100 km au nord-ouest de Minsk.

## Histoire

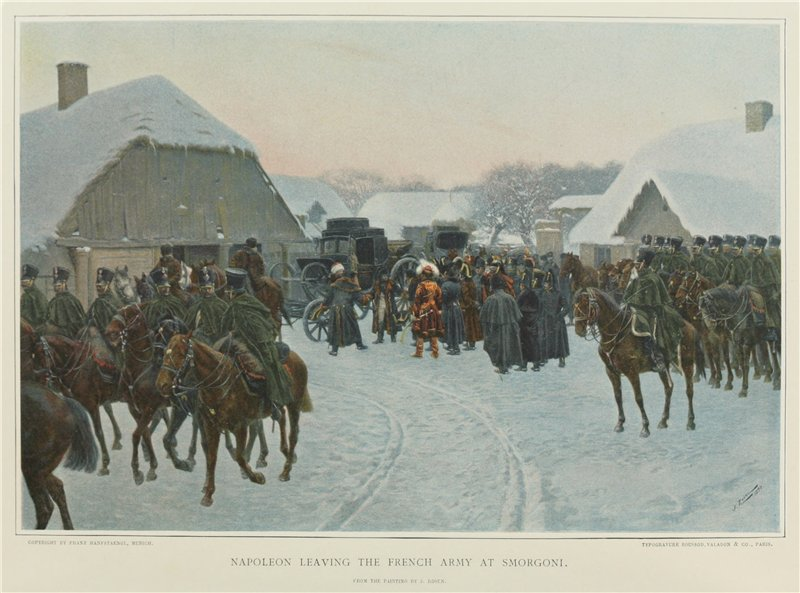
Napoléon quittant la Grande Armée à Smarhon pendant la campagne de Russie en 1812.

Au début du XVIIe siècle, Smarhon appartenait au grand-duché de Lituanie, puis en 1793, elle devint russe.
Du 3 au 5 décembre 1812, pendant la retraite de Russie, Napoléon Ier et son état-major séjournèrent à Smarhon dans le château du comte Michał Kleofas Ogiński. Pour la première fois depuis Moscou, ils trouvèrent un séjour agréable et bien approvisionné. Le 5 décembre, Napoléon, après avoir laissé le commandement à Murat, quitta l'armée en traîneau pour se diriger incognito et en toute hâte vers Paris ou il arriva le 19 décembre.
Jusqu'au milieu du XIXe siècle, Smarhon fut la propriété privée de la famille princière polonaise Radziwiłł, et sa population était en grande partie juive. Vers 1860, la ville se spécialisa dans le dressage des ours dont regorgeaient les forêts avoisinantes.
La ville et sa population furent très éprouvée pendant la Première Guerre mondiale. Elle redevint polonaise entre les deux guerres. Elle fut totalement anéantie pendant la Seconde Guerre mondiale et sa population juive systématiquement exterminée (une portion importante fut massacrée dans un fossé creusé à proximité de la station ferroviaire du village de Zalessie, non loin d'une fosse commune de soldats russes datant de la Grande Guerre, un total de 3280 juifs en provenance de la ville périrent).
Smarhon est connu comme le lieu où « l'Académie des ours » a été fondée au XVIIe siècle.

## Population
Recensements (*) ou estimations de la population  :
| 1859  | 1881  | 1897* | 1910   | 1940  | 1959* |
| ----- | ----- | ----- | ------ | ----- | ----- |
| 2 217 | 6 463 | 7 500 | 16 300 | 5 100 | 6 478 |

| 1970*  | 1979*  | 1989*  | 1999*  | 2009*  | 2012   |
| ------ | ------ | ------ | ------ | ------ | ------ |
| 10 095 | 16 503 | 30 839 | 36 200 | 36 283 | 36 707 |

| 2013   | 2014   | 2015   | 2016   | 2017   | - |
| ------ | ------ | ------ | ------ | ------ | - |
| 36 942 | 37 212 | 37 321 | 37 372 | 37 386 | - |

## Personnalités
- Peter Blume (1906-1992) peintre américain.
- Avrom Sutzkever (1913-2010) poète yiddish israélien et partisan pendant la Seconde Guerre mondiale.
- Moïshé Kulbak (1896-1937) écrivain et poète yiddish, exécuté par la NKVD
- Moshe Kussevitzki (1899-1966) cantor américain
- Ida Lazarevich Gilman dite Ida Mett (1901-1973) anarchiste militante, écrivain, exilée en France
- Shalom Levin (1916-1995) secrétaire et président du syndicat des instituteurs, membre de la Knesset, écrivain
- Karol Dominik Przezdziecki (1782-1832) comte polonais, combattant pour la libération de la Pologne en 1830–1831
- David Ratziel et Esther Raziel-Naor, militants de l'Irgoun pendant le mandat britannique en Palestine
- William Schwartz (1896-1977) peintre américain
- Ouladzimir Niakliaïew, poète biélorusse est né à Smarhon le 9 juillet 1946
- Nahum Slouschz, né en 1872 et décédé en 1966 en Israël.

## Jumelage
La ville est jumelée à :
- Visaginas (Lituanie)
- Alytus (Lituanie)
- Krasnoznamensk (Russie)